# 有田川町消防本部
有田川町消防本部（ありだがわちょうしょうぼうほんぶ）は、和歌山県有田郡有田川町の消防部局（消防本部）。管轄区域は有田川町の全域。

## 概要
- 消防本部：和歌山県有田郡有田川町大字庄1042番地
- 管内面積：351.77km2
- 職員定数：66人
- 消防署2カ所
- 主力機械（2023年4月1日現在）
  - 普通消防ポンプ自動車：2
  - 水槽付消防ポンプ自動車：1
  - 高規格救急自動車：4
  - 指揮車：1
  - 救助工作車：1
  - 小型消防ポンプ積載車：2
  - 広報車：2
  - 資機材搬送車：1
  - 軽貨物車：1
  - 災害対策車：1
  - 人員搬送車：1
  - 救急普及啓発広報車：1
  - 消防団指導車：1
  - 災害対策車：1

## 沿革
- 1979年3月14日 – 有田消防組合を設立。
- 2006年1月1日 – 合併により有田消防組合は解散し、有田川町消防本部に事務が引き継がれる。

## 消防署
| 消防署         | 住所             |
| -------------- | ---------------- |
| 吉備金屋消防署 | 大字庄1042番地   |
| 清水消防署     | 大字清水322番地1 |